# Ganhe Yizu Xiang
Ganhe Yizu Xiang (kinesiska: 干河, 干河彝族乡) är en socken i Kina. Den ligger i provinsen Yunnan, i den sydvästra delen av landet, omkring 230 kilometer sydost om provinshuvudstaden Kunming. Antalet invånare är 21 601. Befolkningen består av 10 526 kvinnor och 11 075 män. Barn under 15 år utgör 25,0 %, vuxna 15-64 år 68 %, och äldre över 65 år 6,0 %.
Genomsnittlig årsnederbörd är 1 301 millimeter. Den regnigaste månaden är juli, med i genomsnitt 272 mm nederbörd, och den torraste är februari, med 14 mm nederbörd.